# 蒙特里沙尔站
蒙特里沙尔站是法国的一个铁路车站，位于法国卢瓦-谢尔省市镇蒙特里沙尔境内。

## 位置
蒙特里沙尔站位于蒙特里沙尔市区的西北部，维耶尔宗－圣皮耶尔代科尔铁路272.469公里处。车站大致呈东西走向，开口朝南。

## 事故
2018年9月4日，蒙特里沙尔站东侧的铁路道口处，一辆载重卡车因超高而被卡在了限高器上，造成了严重的铁路晚点。

## 站台设置
| 北↑ |             |               |
|     | 侧式        |               |
|     |             | 维耶尔宗方向→ |
|     |             | ←图尔方向     |
|     | 侧式 主站房 |               |
| 南↓ |             |               |

## 停靠线路
以下列车线路在蒙特里沙尔站停靠：
| 蒙特里沙尔站列车线路表        |                         |                 |              |              |
| 线路                          | 车种                    | 上一站          | 下一站       | 大致运行频率 |
| 讷韦尔/布尔日/维耶尔宗—图尔   | TER Centre-Val-de-Loire | 圣艾尼昂-努瓦耶 | 舍农索       | 每天8趟左右  |
| 维耶尔宗/圣艾尼昂-努瓦耶—图尔 | TER Centre-Val-de-Loire | 泰塞            | 图兰地区希塞 | 每天4趟左右  |
| 1.                            |                         |                 |              |              |

## 配套交通

### 长途客车
| 停靠蒙特里沙尔站的大巴车 |                                   |                                                                    |
| 上下车地点               | 运营单位                          | 主要线路及目的地                                                   |
| 蒙特里沙尔站门口         | 中央-卢瓦尔河谷 大区城际客运 Rémi | 6 蓬勒瓦 · 莱蒙提 · 沙艾伊 · 布卢瓦                                |
| 蒙特里沙尔站门口         | Car TER                           | （当铁路线施工或罢工时，SNCF可能会提供途径该线路沿途站点的大巴车） |
| 1. 2. 3.                 |                                   |                                                                    |

### 城市公共交通
蒙特里沙尔站附近暂无固定的城市公共交通线路。

### 社会车辆
蒙特里沙尔站门口设有社会车辆停车场。

## 临近车站
| 蒙特里沙尔站（Gare de Montrichard） |                              |                        |
| 上行车站                            | 线路                         | 下行车站               |
| 泰塞站 11.2km ←                     | 维耶尔宗－圣皮耶尔代科尔铁路 | 图兰地区希塞站 → 3.1km |
| - 本表仅显示运营中的线路及车站      |                              |                        |